# Крус, Рене
Рене Крус (англ. Renae Cruz, настоящее имя Стефани Рене Росси англ. Stephanie Renee Rossi; р. 29 ноября, 1987 года, в Нью-Йорке) — американская порноактриса.

## Биография
Отец — американский военнослужащий латиноамериканского происхождения — встретил её мать, филиппинку, во время службы на Филиппинах.
В порноиндустрии занята с 2006 года.
На 2013 год снялась в 184 фильмах.

## Премии и номинации
- 2008 AVN Award номинант — Лучшая новая звёздочка[2]
- 2009 AVN Award номинант — Лучшая лесбийская сцена трёх — Girlvana 4[3]
- 2009 AVN Award номинант — Лучшая сцена орального секса — Blow Me Sandwich 12[3]
- 2009 AVN Award номинант — Сексуальная сцена, снятая с лучшей точки — Nice Fucking View 3[3]